# Родес, Синтия
Си́нтия Ро́дес (иное написание фамилии — Роудс; англ. Cynthia Rhodes; род. 21 ноября 1956, Нашвилл, штат Теннесси, США) — американская актриса, танцовщица и певица. В основном известна по кинематографическим работам «Грязные танцы», «Танец-вспышка» и «Остаться в живых». Пела в группе Animotion. Снималась в видеоклипах как танцовщица.

## Биография
Роудс родилась в Нэшвилле, Теннесси и начала свою карьеру в шоу-бизнесе, работая в Opryland USA и посещая среднюю школу в 1970-х годах.

## Экранный образ
Родившись в семье строгих баптистов, Синтия Родес всю свою карьеру заботилась о сохранении чистоты своего экранного образа, неизменно отвергая все сцены обнажения и отказавшись от съёмок для журнала «Playboy». Сильвестр Сталлоне даже сказал, что Синтия Родес скорее покинет киноиндустрию, чем сделает хоть что-то, что могло бы смутить её родителей.

## Личная жизнь
В 1989—2014 года Синтия была замужем за певцом Ричардом Марксом. У бывших супругов есть три сына: Брэндон Кейлеб Маркс (род. 11.09.1990), Лукас Коннор Маркс (род. 14.09.1992) и Джесси Тейлор Маркс (род. 04.01.1994).

## Фильмография
| Год  |   | Русское название             | Оригинальное название    | Роль                |
| ---- | - | ---------------------------- | ------------------------ | ------------------- |
| 1980 | ф | Ксанаду                      | Xanadu                   | танцовщица ансамбля |
| 1983 | ф | Танец-вспышка                | Flashdance               | Тина Тек            |
| 1984 | ф | Остаться в живых             | Staying Alive            | Джеки               |
| 1984 | ф | Бунт роботов                 | Runaway                  | Карен Томпсон       |
| 1987 | ф | Грязные танцы                | Dirty Dancing            | Пенни Джонсон       |
| 1991 | ф | Проклятие хрустального глаза | Curse of the Crystal Eye | Вики Филлипс        |

## Песни
- «Room To Move»
- «Calling It Love»
- «I’m Never Gonna Give You Up» (вместе с Фрэнком Сталлоне) — из фильма «Остаться в живых»
- «Finding Out The Hard Way» — из фильма «Остаться в живых»